# 廣畑天満宮
廣畑天満宮（ひろはたてんまんぐう、広畑天満宮）は、兵庫県姫路市広畑区北野町に鎮座する神社。旧社格は村社。現在は廣畑天満宮と称するが、創建当初は「天満社」といい、その後「天満神社」と改称した。

## 祭神
- 天滿大神（菅原道真公）
- 蛭子大神
- 春日大神

## 境内
- 本殿
- 拝殿
- 社務所　昭和60年（1985年）改築。
- 忠魂碑
- 神牛像
- 「一村蒙威徳」碑（当神社由緒記）　明治31年（1898年）3月　亀山雲平記
- 司馬遼太郎文学碑　平成15年（2003年）建立。司馬の祖父・福田惣八が広畑（当時は廣畑村）出身であることによる。

### 境内末社
- 大年神社　大年神、香過槌神、猿田彦命を祀る。
- 廣辻神社　廣辻大神を清水町によって現在も祀られている。
- 琴平神社　大物主神、伊和大神、品陀別命を祀る。
- 八幡宮　品陀別命、息長帯姫命、比売神を祀る。
- 厳島神社　厳島姫神、天照大御神、少彦名命を祀る。
- 太古神社　祭神は不詳（一説では射目崎神）。
- 龍神社　倉稲魂神、水波能女神を祀る。

## 歴史
廣畑天満宮は、明治2年（1869年）9月17日（旧暦）に当時の播磨国飾西郡広畑村（旧字では廣畑村）の氏宮「天満社」として創建された。明治7年（1874年）2月に村社に列せられ、村社「天満社」といった。
広畑村は、天満社が創建されるまでは、飾西郡英賀村（現・姫路市飾磨区英賀）、中浜村（現・同区中浜町）、山崎村（現・同区山崎）、付城村（現・同区付城）、高町村（現・同区高町）と共に英賀村字宮ノ内に鎮座する英賀神社を氏宮としていた。
英賀神社（旧社格は県社）は、『播磨国風土記』に書かれた餝磨（しかま）郡英賀里にいました伊和大神の子の阿賀比古（あがひこ）、阿賀比賣（あがひめ）に由来する。嘉吉3年（1443年）9月、当時の英賀城主三木右馬頭通近が播磨国揖東郡太田郷黒岡山の天満宮より分霊を勧請し、もって菅原道真を主祭神とし英賀天満宮と称した。明治4年（1871年）3月14日に英賀神社と改称し、菅原道真、英賀彦神、英賀姫神、誉田別天皇（応神天皇）、天児屋根命（春日大神）を祭神とする。
広畑村と英賀村は、夢前川の河口近くに位置し、川を境として隣村の関係にあった（現在も同じ）。広畑村は夢前川の西岸部に、英賀村は夢前川の東岸部に位置し、両村とも南側は瀬戸内海の播磨灘に面していた。江戸時代、英賀神社の氏子村は、いずれも池田輝政の支配以来姫路領に属し、当時の大庄屋制度のもとでは英賀組に所属していた（山崎村は蒲田組）。広畑村は姫路領の中の大村で、明治2年（1869年）当時、2,891石の村高を有し、英賀村（1,011石）の3倍近くの村高であった。
当神社の由緒は、明治31年（1898年）3月、亀山雲平が書いた「一村蒙威徳」と題する碑文にその創建の顛末が詳しく記され、その石碑は、現在も廣畑（広畑）天満宮の境内に大切に保存されている。また、碑文は兵庫県飾磨郡誌（昭和2年（1927年）兵庫県飾磨郡教育会発行）にも全文が掲載されており、以下、碑文および兵庫県飾磨郡誌の記述を参考に由緒および歴史を記載する。
碑文は、まず祭神につい述べている。すなわち、播磨国飾磨郡広村ノ内広畑村の村社天満神社の祭神は菅原大神で、蛭子大神と天児屋根命（春日大神）を合祀した。菅原大神は、明治2年（1869年）9月17日に京都官幣中社北野神社の分霊を迎えて当神社に祭祀したもので、これにより、村民は、神社のある土地の字を北野というようになった。蛭子大神と天児屋根命の二神は、往古から広畑村の南方3町（約327m）ばかりの所に祀られていたが、天保年間（1830年-1844年）には夢前川の堤防上の祠に遷されていた。この二柱の神も当神社に迎え、菅原大神と合祀した。ここに、天満神社（廣畑天満宮）は広畑村の産土神社となった。村民はひたすら天満神社を崇敬し、水旱疾疫には必ず祷り、その恩祐を蒙った。
兵庫県飾磨郡誌は、京都北野神社の分霊を一旦母社の英賀神社に勧請し、明治2年（1869年）9月17日更にこれを創建した当神社へ奉遷したと記している。なお古来同村に鎮座していた蛭子大神、春日大神を合祀し、ここに全く一社なりしをもって英賀神社の氏子を離れたと記述している。
続いて碑文は、天満神社創建のいきさつを書いている。すなわち、広畑村の村民は、古くから英賀神社の氏子であったが、文久3年（1863年）9月18日（旧暦）の英賀神社の例祭日に、広畑村が英賀村と祭礼上の騒動を起こしたことが端緒となった。
騒動の内容について、兵庫県飾磨郡誌は、9月17日の祭礼の宵宮に広畑村が英賀村と太鼓屋台の衝突を起こし、翌18日、例祭日の儀式挙行の際、広畑村の氏子が不意に乗じて英賀村の太鼓屋台を撃破粉砕したと記し、このため、広畑村は姫路領主酒井家のお咎めを受け、以後、広畑村の屋台の社参が禁じられ謹慎を命じられたと記述している。
再び碑文によれば、その後両村は和解したが村民の民情は適合することができず、明治元年（1868年）、広畑村の庄屋福井小十郎ら村役は、英賀神社の氏子から離れて広畑村に氏宮を創建したいと考えた。福井小十郎らは、これを姫路藩庁に願い出たところ許可が得られたので、現在の地を神社の建設地と定めた。当時、この地は夢前川の堤の外にあり、俗称ごみ（碑文は漢文につき御水と当てる）と呼ばれる柳樹叢生、泥濘の池沼であったが、村民が力を尽くして土石を運び、遂に高燥の建設用地を築きあげた。
明治元年（1868年）9月（旧暦）の例祭にはまだ社殿がなかったので、その地に白幣を立てて祭式を行った。社殿は、翌明治2年（1869年）に起工し、同年9月に落成した。当時の境内坪数は1,604坪（5,302m2）あった。神職は三木宣通といい、神務に精励し村民も悦服した。
明治39年に発行された地図を見ると、天満神社の地は、当時の広畑村集落の北端より北方に300mほど離れたところで夢前川の堤のすぐかたわらに位置している。神社と集落の間は田んぼで隔てられており、堤のほかに神社への道らしい道も見えないので、区画整理等により整備され、市街化した現在の廣畑天満宮周辺の状況からはとても想像することはできない。
兵庫県飾磨郡誌は、当神社は10月17日、18日（新暦）をもって祭礼日とし、旧姫路藩主酒井忠邦伯爵より寄進された提灯二張を社宝としたことを記している。また、当神社の祭式は姫路藩庁が定めたもので、10月17日の夜に御旅所へ渡御があり、村民が数百の高張提灯を捧げてこれに供奉し、10月18日の還幸には列を作ってこれに従ったと記し、一. 屋台、二. 獅子鼻高面、三. 鉾鎗、四. 辛櫃、五. 神馬が続いた。神馬は木馬也と書いており、当初から木馬だったことが分かる。祭式は変化しているものの、今に続く当時の祭礼の様子を記述している。
亀山雲平は、碑文の最後に「一村蒙威徳」碑の建設のいきさつについて書いている。すなわち、神社創建の顛末を石碑に残したいという広畑村西町の有志の声があがり、神職三木宣通が図って一村の賛同をまとめ石碑を建てることになった。亀山雲平もこの挙を喜び、数名の村人が持参した旧記によってこの碑文を書いたと述べている。当神社の初代神職三木氏や先人達の意を大切にするためにも、当神社の由緒を正しく伝えるこの碑文とその内容は、これからも正しく後世に伝えられなければならない。
碑文を書いた亀山雲平は、姫路藩士で嘉永4年（1851年）幕府の昌平坂学問所に学び、安政2年（1855年）姫路に帰り藩学好古堂の教授となった。維新後は、松原八幡神社の祠官や射楯兵主神社（姫路総社）および姫路神社の社司などを務めた碩学で明治32年（1899年）に没した（兵庫県飾磨郡誌）。この碑文は、亀山雲平が、亡くなる前年の明治31年（1898年）3月に残した貴重な一文ということができる。

## 例祭日
廣畑天満宮の例祭日は、上記の由緒・歴史の項で記述したように創建時から10月18日（新暦）と定められていた。従前は例祭日に秋祭を行い、前日の17日を宵宮といい、18日を本宮といった。その後、昭和30年代後半頃であったか、秋祭が10月15日、16日に変更され、現在は、10月15日が秋祭と新日本製鐵広畑製鐵所創業記念祭になっている。例祭日も秋祭りの日とは別になり、現在は、本来の日より1日早く10月17日に行われている。

## 主な祭
- 1月1日　歳旦祭
- 1月10日　蛭子祭
- 2月11日　紀元祭
- 2月19日　厄除祭
- 3月25日　春祭（御祥當祭）
- 4月25日　春日祭
- 4月29日　昭和祭
- 6月30日　大祓式
- 7月25日　夏祭（千燈祭）
- 10月15日　秋祭並広畑製鐵所創業記念祭
- 10月17日　例祭並神嘗祭　※神幸祭
- 11月15日　七五三祭
- 11月23日　新嘗祭並忠霊祭
- 12月31日　大祓式

### 秋祭
秋祭には宵宮の御旅所への渡御や本宮の還幸、氏子による屋台の練り出しなど例祭日の祭式が実施されるが、この神事も時代とともに変遷し、現在は10月の第三日曜日前日の土曜日（宵宮）と第三日曜日（本宮）に実施されている。
播州の秋祭りは、毎年10月に入ると播磨地方各地の神社で盛んに行われる秋の風物詩である。廣畑天満宮においても、旧廣畑村の集落(清水町、本町北、本町南、末広町)を中心として、そのほか広畑小学校区および広畑第二小学校区内の旧広畑（廣畑）村域内にできた新たな氏子町を加え、神輿3台、大小の屋台15台などが宵宮と本宮に巡行される。かつて（秋祭が10月15日、16日の頃）は新日本製鐵広畑製鐵所正門から神輿が入り、同製鐵所の見学会が行われたりもしていたが今はない。

### 氏子中
- 廣畑村
  - 清水町(宮元)
  - 本町北
  - 本町南
  - 末広町

- 広畑小学校区内氏子
  - 北河原町
  - 北野町
  - 東新町
  - 長町

- 広畑第二小学校区内氏子
  - 早瀬町(一部才地区が含まれ、菅原神社小坂氏子地区を除く)
  - 小松東(一・二丁目)
  - 小松西(三・四丁目)　(菅原神社小坂氏子地区を除く)
  - 高浜町
  - 吾妻町
  - 吾妻アパート
  - 正門通、郵政社宅、小松アパート

- 消滅
  - 下河原
  - 北野アパート
  - 大津団地

## 交通
- 姫路市営バス（詳細はを参照）
  - 姫路駅前から12系統・15系統・17系統に乗車、北河原で下車
  - 姫路駅南口から67系統・68系統・69系統・83系統に乗車、北河原で下車
- JR西日本山陽本線 英賀保駅下車、兵庫県道415号和久今宿線を西へ徒歩20分
- 山陽電鉄網干線 夢前川駅下車、夢前川西岸沿いに北へ徒歩20分